# Smilin' Through (1932)
Smilin' Through, in Nederland bekend onder de titels Zonden uit het verleden, Onsterfelijke liefde en Herinnering, is een film uit 1932 onder regie van Sidney Franklin. De film is gebaseerd op het toneelstuk Smiling Through van Jane Crowl en Jane Murfin. De film werd in 1922 eerder gemaakt met Norma Talmadge en Wyndham Standing in de hoofdrollen en werd in 1941 opnieuw gemaakt met Jeanette MacDonald, Brian Aherne, Gene Raymond en Ian Hunter.
De film werd in 1934 genomineerd voor een Academy Award voor Beste Film en kreeg een Medal of Honor bij de Photoplay Awards.

## Verhaal
De film gaat over redding en vergiffenis en wordt verteld via flashbacks. Een oude Engelsman (Leslie Howard) denkt terug aan zijn lang verloren liefde Moonyeen (Norma Shearer). Er is een plek op zijn landgoed waar hij naartoe gaat wanneer hij zich eenzaam of verdrietig voelt of wanneer hij een belangrijk besluit moet nemen. Later leert de kijker dat Moonyeen zijn verloofde was, ondanks haar intieme band met haar jeugdvriend Jeremy Wayne. Jeremy is ook verliefd op Moonyeen en vermoordt haar op hun trouwdag uit jaloezie. Dit gebeurde dertig jaar geleden. Op deze dag wordt hij vergezeld door zijn langdurige kameraad Dr. Owen. Deze heeft voogdij over de vijfjarige Kathleen genomen, nadat haar ouders (onderwie de zus van Moonyeen) verdrinken in een tragisch ongeluk.
De film kijkt dan 17 jaar in de toekomst, in 1915, als Kathleen een jonge volwassene is. Ook zij heeft een jeugdvriend (Willie) en een partner (Kenneth Wayne). Wanneer Howard ontdekt dat Kenneth de zoon van Jeremy is, vertelt hij het verhaal aan Kathleen en dwingt haar te beloven Kenneth nooit meer te zien. Ondanks dat ze verliefd is geworden op Kenneth, geeft ze toe aan Howards wensen. Ze verbreekt haar belofte als ze ontdekt dat Kenneth het leger in is gegaan om tegen de Duitsers te vechten en vreest hem nooit meer te zien. Ze krijgt een affaire met hem, totdat hij naar het front moet. Wanneer ze aan Howard vertelt toch te willen trouwen met Kenneth, draait hij door. Hij dreigt haar uit huis te zetten en niet meer financieel bij te staan als ze met hem trouwt. Ze verlaat haar inwoning bij Howard voor Kenneth, maar keert ongetrouwd terug omdat Kenneth niet wil dat met Kathleen hetzelfde gebeurt als bij Moonyeen.
Jaren gaan voorbij en als de Eerste Wereldoorlog voorbij is, keert Kenneth terug naar huis. Kathleen gaat naar het station om hem bij de treinen op te wachten, maar ziet hem niet. Zijn benen zijn ernstig gewond geraakt tijdens zijn dienst en om die reden wil hij haar niet zien. Hij komt dan ook alleen naar huis om zijn spullen te pakken en te verhuizen naar de Verenigde Staten. Dr. Owen merkt hem echter op en vertelt dit aan Howard. Howard kan geen berouw tonen en vertelt dat Kenneth "kreeg wat hij verdiende". Kathleen komt er echter achter dat Kenneth thuis is en zoekt hem op. In een poging haar weg van zich te drijven, doet hij alsof hij niet weet wie ze is. Howard realiseert zich hoeveel Kathleen van Kenneth houdt en vertelt haar de waarheid over Kenneth.
Aan het einde van de film trekken Kenneth en Kathleen als een stel in, in Howards huis en Howards geest wordt herenigd met die van Moonyeen.

## Rolverdeling
| Acteur        | Personage                    |
| ------------- | ---------------------------- |
| Norma Shearer | Kathleen / Moonyeen          |
| Fredric March | Kenneth Wayne / Jeremy Wayne |
| Leslie Howard | Sir John Carteret            |
| O.P. Heggie   | Dr. Owen                     |
| Ralph Forbes  | Willie Ainley                |